# Шугуан
Шугуан-1 (кит. упр. 曙光一号, пиньинь Shǔguāng yī hào, палл. Шугуан и хао, буквально: «Рассвет-1»), также Проект-714 (кит. 七一四工程) — космический корабль первой пилотируемой космической программы Китая. Работы по программе и кораблю велись в конце 1960-х — начале 1970-х годов и не были завершены. В случае реализации программы в планировавшийся срок Китай всего через 3 года после запуска своего первого спутника Дунфан Хун-1 и всего через 12 лет после СССР и США стал бы в мире третьей космической сверхдержавой (имеющей пилотируемую космонавтику), что реально произошло только в 2003 году по третьей китайской пилотируемой программе «Шэньчжоу» (Проект 921). Начало пилотируемых полётов корабля «Шугуан» планировалось на конец 1973 года, но ввиду политических и финансовых проблем страны программа была остановлена весной 1972 года.

## История
В эпоху «холодной войны» и «космической гонки» между СССР и США после раскола в отношениях Москвы и Пекина китайские руководители решили оспорить главенствующее положение двух сверхдержав в мире и Советского Союза в социалистическом мире. В начале национальной космической программы в 1960-х сразу было решено не ограничиваться созданием спутников, а планировать также пилотируемые космические полёты, для чего было предложено несколько аванпроектов космических кораблей. Детальная проработка программы и корабля началась в 1966 году, а 14 июля 1967 года лидеры КНР Мао Цзэдун и Чжоу Эньлай утвердили строго засекреченную пилотируемую космическую программу Проект-714. В январе 1968 года разрабатываемый корабль получил название «Шугуан».
В рамках программы уже в 1966 году были осуществлены несколько суборбитальных полётов на геофизических ракетах животных — собак.
1 апреля 1968 года был создан Китайский институт космической медицины, на который вместе с Центральной военной комиссией армии Китая были возложены отбор среди военных лётчиков и подготовка китайских космонавтов-тайконавтов. Критериями отбора были рост 1 м 59 см — 1 м 74 см, возраст 24—38 лет, вес 55—70 кг и 300 ч налёта. К концу 1969 года в обстановке строжайшей секретности после двухмесячного рассмотрения 1918 летчиков было отобрано 215 кандидатов. После второго этапа с лётными, физиологическими, психологическими и медицинскими испытаниями осталось 88 претендентов. Среди прочего важное значение имела преданность коммунистической идеологии. Окончательно сформированный к 15 марта 1971 года отряд тайконавтов насчитывал 19 человек, включая главных претендентов на первый полёт — Лу Сянсяо, Ван Чжиюэ, Дун Сяохай, Фан Гоцзюнь. Тайконавты начали штатные тренировки в ноябре 1971 года.

## Технические характеристики
Конструкция двухместного корабля «Шугуан» была схожа с американским кораблем предыдущего десятилетия «Джемини», хотя китайский корабль был чуть меньше по размерам, но несколько тяжелее ввиду меньшей технологичности оборудования. С апреля 1971 года началось рабочее проектирование корабля с планами готовности к первому пилотируемому полёту в 1973 году. Корабль имел массу более 2,5 тонн, в его спускаемом аппарате-отсеке размещались два члена экипажа в скафандрах и катапультируемых креслах (для возможности аварийного покидания корабля ввиду сложности создания и нехватки грузоподъёмности носителя для ракетной системы аварийного спасения), а также научная и служебная аппаратура. Задний приборно-агрегатный отсек корабля имел двигатели ориентации, топливные баки и прочее оборудование. Отсеки разделялись при сходе с орбиты. К моменту прекращения программы сложная разработка системы мягкой посадки спускаемого аппарата не была завершена.
Корабль на орбиту должна была выводить новая более мощная отечественная ракета-носитель CZ-2A («Чанчжэн»), также очень похожая на американский носитель Титан-2, запускавший «Джемини». Для её запусков было начато сооружение второго космодрома страны — Сичан в южной провинции Сычуань, что давало дополнительный прирост грузоподъёмности носителю, а также большее удаление от советской границы. Первая стартовая площадка на нём предназначалась для пилотируемых запусков. После отмены программы она осталась недостроенной. В настоящее время на её базе сооружена смотровая площадка для официальных лиц и специалистов.

## Закрытие программы
Ввиду скромных экономических возможностей страны, а также секретности и низкой приоритетности программы её финансирование было ограниченным. Мао Цзэдун считал земные нужды более насущными. Кроме того, несколько ведущих технических и научных специалистов программы подверглось репрессиям в ходе культурной революции. Работы по программе начали сворачиваться, отряд тайконавтов был распущен, а 13 мая 1972 года Проект-714 был официально закрыт.

## Дальнейшее развитие
Предназначенная вначале для запуска пилотируемого корабля, ракета-носитель CZ-2A была доведена до эксплуатации при запусках крупных спутников и используется в Китае и поныне[когда?]. Также заложенные для программы, морские корабли космического слежения класса Yuanwang и наземные радарные станции слежения были построены и использовались в космической программе и прочих целях. Позже, в Пекине также был воссоздан Китайский институт космической медицины.
Созданные на базе наработок корабля «Шугуан», 2—3-тонные спутники серии FSW также имели спускаемые аппараты, технологию которых Китай освоил третьим в мире к 1976 году. В конце 1970-х — начале 1980-х годов на базе спутников FSW существовала вторая китайская пилотируемая программа, которая была частично рассекречена и официально также прекращена без результата (хотя есть утверждения, что она была остановлена после неудачного запуска первого тайконавта в декабре 1978 или январе 1979 года).